# Holstein Kiel
A Holstein Kiel, teljes nevén Kieler Sportvereinigung Holstein von 1900 e.V. német labdarúgócsapat, melyet  1900-ban alapítottak, Kiel városában. A csapat a 20. század első felében élte fénykorát, 1912-ben megnyerték a német bajnokságot. A 2023/24-ben a Bundesliga 2.-ben elért második helynek köszönhetően feljutottak a 2024/25-ös idényere a Bundesliga legmagasabb osztályába.

## Jelenlegi keret
2024. augusztus 30-ei állapotnak megfelelően.
| #  |     | Poszt | Név                    |
| -- | --- | ----- | ---------------------- |
| 1  | GRE | K     | Timon Weiner           |
| 3  | GER | V     | Marco Komenda          |
| 4  | GER | KP    | Patrick Erras          |
| 5  | SWE | V     | Carl Johansson         |
| 6  | SRB | KP    | Marko Ivezić           |
| 7  | GER | KP    | Steven Skrzybski       |
| 8  | GER | CS    | Finn Porath            |
| 9  | ISL | CS    | Benedikt Pitcher       |
| 10 | GER | KP    | Lewis Holtby           |
| 11 | SWE | CS    | Alexander Bernhardsson |
| 14 | GER | V     | Max Geschwill          |
| 15 | GER | KP    | Marvin Schulz          |
| 16 | GER | CS    | Andu Kelati            |

| #  |     | Poszt | Név                                            |
| -- | --- | ----- | ---------------------------------------------- |
| 17 | GER | V     | Timo Becker                                    |
| 18 | JPN | CS    | Suto Macsino                                   |
| 19 | GER | V     | Phil Harres                                    |
| 20 | GER | CS    | Jann-Fiete Arp                                 |
| 21 | GER | K     | Thomas Dähne                                   |
| 22 | SRB | KP    | Nicolai Remberg                                |
| 23 | GER | V     | Lasse Rosenboom                                |
| 24 | NOR | V     | Magnus Knudsen                                 |
| 27 | POL | CS    | Tymoteusz Puchacz                              |
| 28 | GER | KP    | Aurel Wagbe                                    |
| 31 | GER | K     | Marcel Engelhardt                              |
| 33 | SVK | V     | Dominik Javorček (kölcsönben a MŠK Žilina-tól) |
| 34 | GER | V     | Colin Kleine-Bekel                             |
| 37 | BIH | KP    | Armin Gigović                                  |
| 40 | TUR | K     | Tyler Doğan                                    |

## Sikerei
- Fußball-Bundesliga/Német Bajnokság

Bajnok: 1912

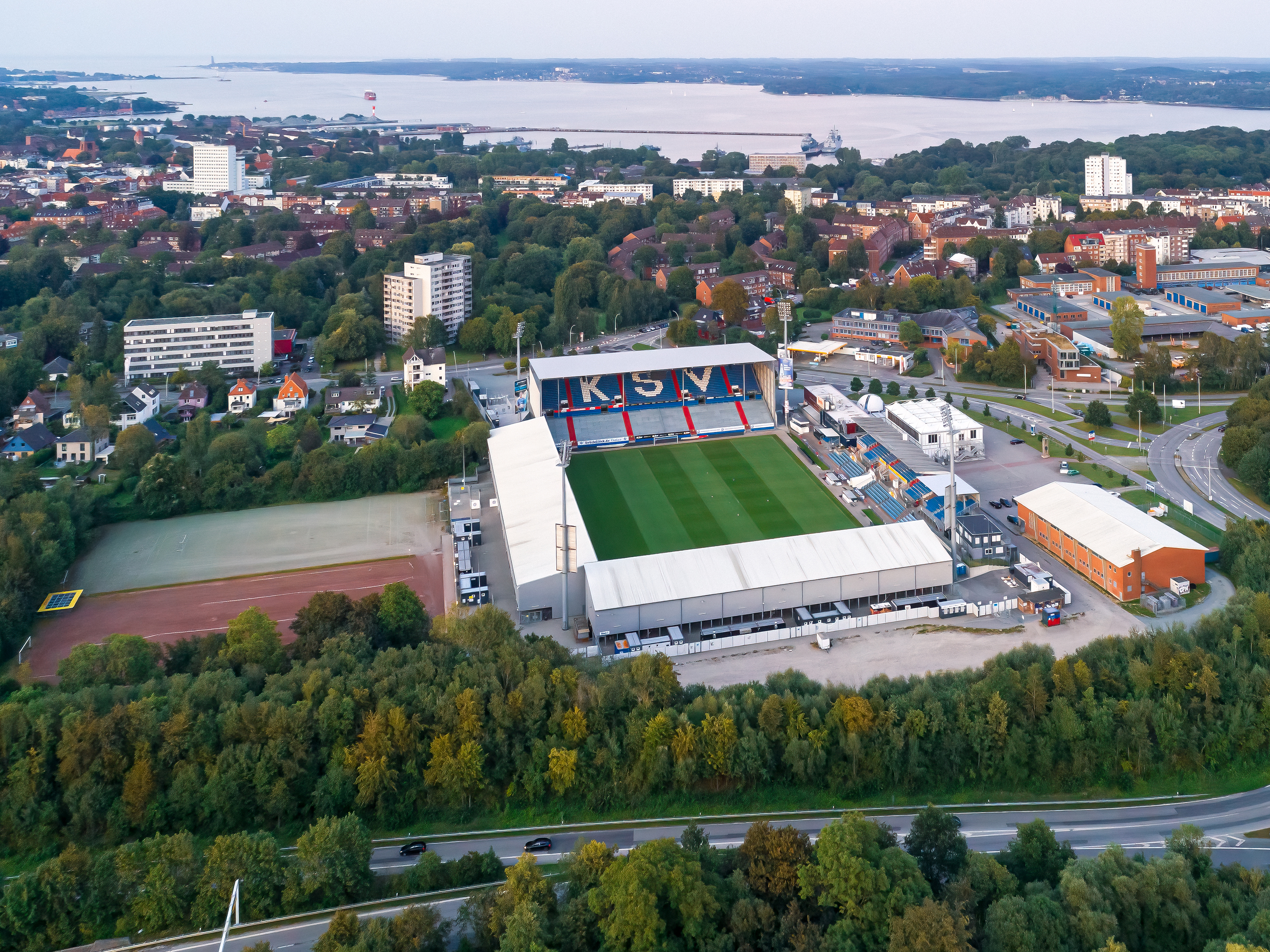
Holstein-Stadion

- 2. Fußball-Bundesliga/Második Német Bajnokság

Bajnok: 2024
- Észak-németországi labdarúgó-bajnokság

Bajnok: 1910, 1911, 1912, 1926, 1927, 1930
- Gauliga Schleswig-Holstein

Bajnok: 1943, 1944
- Regionalliga Nord

Bajnok: 1965
- Oberliga Nord

Bajnok: 2008
- Regionalliga Nord

Bajnok: 2009, 2013
- Schleswig-Holstein Cup

Bajnok:1978, 1983, 1991, 1994, 1996, 2002, 2003, 2005, 2007, 2008, 2011, 2014, 2017